# Itzhak Itzhaki
Itzhak Itzhaki (născut Ițhok Lișovski; în ebraică ‏יצחק יצחקי‏‏‎; n. 11 octombrie 1902, Rîbnița, Gubernia Podolia, Imperiul Rus – d. 21 septembrie 1955, Israel) a fost un evreu transnistrean, om politic israelian și deputat în Knesset (15 august – 21 septembrie 1955).

## Biografie
S-a născut în târgul Rîbnița din ținutul Balta, gubernia Podolia, Imperiul Rus (acum oraș din Transnistria, Republica Moldova). A luptat în Armata Roșie în timpul Războiului Civil Rus. În 1921 s-a stabilit în mandatul Palestinei, unde s-a alăturat imediat noii organizații muncitoare sioniste socialiste Akhdut ha-Avoda ve ha-Hagan, numită după Iosef Trumpeldor. Ca parte a organizației, a lucrat la drenarea zonelor mlăștinoase, la construcția de drumuri și clădiri.
Ulterior s-a alăturat partidului muncitoresc socialist Poalei Sion și în 1925 a fost trimis ca emisar al acestuia în Europa. A primit o diplomă în drept la Paris.
În 1934 a devenit unul dintre organizatorii cercurilor marxiste și al Ligii pentru cooperare arabo-evreiască. Cu aportul său, Poalei Sion s-a unit cu Akhdut Ha-Avoda, iar Itzhaki a devenit membru al conducerii partidului muncitor, ulterior numit Mapam.
În 1955 a fost ales membru al Knesset-ului din partea Mapam, a murit însă la scurt timp în același an.